# 1958 في ألمانيا
فيما يلي قوائم الأحداث التي وقعت خلال عام 1958 في ألمانيا.

## سياسة

### تعيين في المنصب
- 1 يناير – كورت غيورغ كيزينغر رئيس وزراء ولاية بادن-فورتمبيرغ.
- 21 يوليو – فرانتس مايرز رئيس وزراء شمال الراين وستفاليا [الإنجليزية]‏.
- 21 يوليو – يوهانس راو عضو مجلس الشورى الموحد شمال الراين وستفاليا.

### انتهاء فترة المنصب
- 1 يناير – غبهارد مولر رئيس وزراء ولاية بادن-فورتمبيرغ.
- 21 يوليو – فريتز شتاينهوف رئيس وزراء شمال الراين وستفاليا [الإنجليزية]‏.
- 31 أكتوبر – فيلي براندت رئيس البوندسرات.

## رياضة
- 3 أغسطس – جائزة ألمانيا الكبرى 1958 الفائز توني بروكس.

## مواليد

### يناير
- 1 يناير – لوكاس هامرشتاين
- 1 يناير – ميك بيرغر كاتب ألماني.[1]
- 7 يناير – فريدريش آني كاتب سيناريو ألماني.[2]
- 9 يناير – راينر برينكمان سياسي ألماني.
- 18 يناير – فولكر بيسبرس[3]
- 24 يناير – فرانك أولريش[4]

### مارس
- 2 مارس – فؤاد الحبري
- 8 مارس – أندرياس مورير
- 21 مارس – مارليس غور[5]
- 31 مارس – سيلفستر غروث[6]

### أبريل
- 4 أبريل – كريستيان دانر
- 25 أبريل – كلوز كيفر فيزيائي ألماني.

### مايو
- 24 مايو – ماركوس إنجنداي مترجم ألماني.[7]

### يونيو
- 4 يونيو – اندرياس جيبل ممثل ألماني.[8]
- 14 يونيو – أولاف شولتس سياسي ألماني.[9]
- 18 يونيو – بيتر ألتماير سياسي ألماني.[10]
- 29 يونيو – رالف رانكيك لاعب ومدرب كرة قدم ألماني.

### يوليو
- 23 يوليو – فرانك ميل لاعب كرة قدم ألماني.[11]
- 25 يوليو – كارلهاينز فورستر لاعب كرة قدم ألماني.[12]

### أغسطس
- 1 أغسطس – كيكي فانديفيغ

### سبتمبر
- 1 سبتمبر – داغمار مانزل ممثلة ألمانية.[13]
- 20 سبتمبر – نوربيرت ماير لاعب كرة قدم ألماني.[14]

### أكتوبر
- 25 أكتوبر – كورنيليا إندر[15]
- 26 أكتوبر – فالتر يونغهانز لاعب كرة قدم ألماني.[16]

### ديسمبر
- 10 ديسمبر – كورنيليا فونكه[17]
- 24 ديسمبر – كريستوف يوحنا لاعب ومدرب كرة قدم ألماني.

## وفيات

### يناير
- 30 يناير – ارنست هنكل (مواليد 1888)[18]

### أبريل
- 24 أبريل – ريتشارد غولدشميت (مواليد 1878)[19]

### مايو
- 2 مايو – ألفرد ويبر (مواليد 1868)[20]
- 4 مايو – إينو ليتمان (مواليد 1875)[21]
- 17 مايو – هوجو هارنيغ (مواليد 1882) مهندس معماري ألماني.[22]

### يونيو
- 3 يونيو – إروين باور (مواليد 1912) سائق فورمولا 1 ألماني.
- 29 يونيو – كارل أرنولد (مواليد 1901) رئيس الوزراء الثاني لولاية شمال الراين - فيستفاليا (1947-1956).[23]

### ديسمبر
- 21 ديسمبر – ليون فويشتفانغر (مواليد 1884) كاتب ألماني.[24]